# Луїс Херонімо де Кабрера
Луїс Херóнімо Фернáндес де Кабрéра Бобаділья Серда і Мендóса, 4-й граф Чінчóн (ісп. Luis Jerónimo Fernández de Cabrera y Bobadilla 20 жовтня 1589 — 28 жовтня, 1647) — іспанський аристократ, віцекороль Перу з 1629 по 1639 роки.

## Біографія
Луїс де Кабрера народився в Мадриді в аристократичної сім'ї, наближеної до двору іспанського короля.
14 лютого 1629 року він вступив на посаду віце-короля Перу. Протягом свого правління він придушив повстання індіанців уру та мапуче. Кабрера також послав експедицію Крістобаля де Акуньї для дослідження Амазонки.
При ньому було розширено і укріплено порт Кальяо і заборонена пряма торгівля між Нової Іспанією і Перу. Також він піддав переслідуванню португальських євреїв в Лімі, основних торговців в колонії в той час.
Ним були встановлені нові кафедри медицини в університеті Сан-Маркос .

## Кора хінного дерева
У звіті 1663 року італійця Себастьяна Бадо було зроблено запис: у 1638 році графиня Чінчон серйозно захворіла на малярію. Хуан Лопес де Канізар, губернатор Лохи, написав віце-королю про те, що він сам був недавно хворий на гарячку і видужав завдяки лікуванню корою хінного дерева («quinaquina»), і він рекомендує застосувати цей же засіб до дружини віце-короля. Губернатор був викликаний до Ліми, до графині було застосовано новий засіб і вона швидко одужала. У 1639 році графиня повернулася до Іспанії і привезла з собою велику кількість чудодійної кори. Таким чином вона стала першою людиною, яка привезла в Європу кору хінного дерева як ліки від малярії.
Але в 1930 році був виявлений щоденник віце-короля Луїса де Кабрери. Цей щоденник суперечить багатьом записам Себастьяна Бадо. У цьому щоденнику міститься інформація про те, що перша дружина віце-короля, Анна де Осоріо, померла ще до відбуття її чоловіка в Перу. У Перу з графом вирушила його друга дружина Франсиска Енрікес де Рібера і у неї не було проблем зі здоров'ям. Сам віце-король мав кілька нападів гарячки, але він ніколи не проходив лікування корою хінного дерева. Також в його щоденнику міститься запис про те, що його друга дружина не повернулася до Іспанії, померши в Картахені, і таким чином вона теж не могла доставити до Іспанії кору хінного дерева.
У світлі цих пізніх відкриттів звіт Себастьяна Бадо був сильно дискредитований серед істориків, хоча повністю і не доведено, що його відомості не відповідають дійсності. Історики вважають, що першим привіз хінне дерево в Європу єзуїт Бернабе Кобо. Він доставив кору хінного дерева спочатку в Іспанію в 1632 році, а потім в Рим і інші частини Італії.
Шведський ботанік Карл Лінней назвав рід хіннових дерев «Чінчона» на честь дружини віце-короля. Надалі з кори був отриманий хінін.

## Повернення до Іспанії
Після закінчення повноважень у 1639 році Луїс де Кабрера повернувся в Іспанію, де він став помічником короля Філіпа IV і супроводжував його в кампаніях у Наваррі, Арагоні та Валенсії.
Луїс Херонімо Фернандес де Кабрера помер 28 жовтня 1647 року в Мадриді.